# 大滩河
大滩河，位于中国广东省和广西壮族自治区之间，是大宁河左岸支流，上游称永丰河，发源于广东省连山壮族瑶族自治县花园顶，向北流经天鹅水库、福堂镇和三水水库，于连山县城吉田镇以西的三水口村（原三水镇）转西流，沿两广边界进入广西贺州市八步区境内，于贺州市大宁镇平阳村以西汇入大宁河。干流长61千米，平均比降3.25‰，流域面积701平方千米。年均径流量7.61亿立方米。大滩河在广东连山县境内，两岸景色秀丽，旅游资源丰富。